# Ministère de la Santé (Israël)
Pour les articles homonymes, voir Ministère de la Santé.
Le ministère de la Santé (hébreu : מִשְׂרַד הַבְּרִיאוּת, translit. Misrad HaBri'ut) est un ministère du gouvernement israélien, responsable de la formulation des politiques de santé. Le ministère planifie, supervise, autorise et coordonne les services de santé du pays. En plus de superviser les services de santé fournis par Kupat Holim et les centres de santé familiale tels que Tipat Halav, le ministère gère des hôpitaux généraux, des hôpitaux psychiatriques, des cliniques de santé mentale, des programmes de traitement de la toxicomanie et des installations pour les malades chroniques.
L'actuel ministre de la Santé est Uriel Buso.

## Fonction
Les responsabilités du Ministre de la Santé israélien sont, entre autres :
- La politique en matière de santé et de services médiaux
- La planification, de la supervision et du contrôle, de l'agrément et de la coordination des services du système de santé.
- Agrément et de la coordination des services du système de santé
- Services de santé dans les domaines de l'hospitalisation et de la médecine préventive
- Assure la population en matière de santé mentale, gériatrie, de santé publique.

## Départements
Les différents départements du Ministère de la Santé :
- Division de la santé
- Division de la santé numérique et de l'informatique
- Division des technologies de l'information médicale et de la recherche
- Division des centres médicaux gouvernementaux
- Division des ressources de santé, ressources humaines

## Liste des ministres
Les différents ministres de la Santé s'étant succédé en Israël sont :
| Ministre | Ministre | Ministre                  | Parti                       | Gouvernement                             | Début             | Fin               |
| -------- | -------- | ------------------------- | --------------------------- | ---------------------------------------- | ----------------- | ----------------- |
| 1        |          | Haim-Moshe Shapira        | Front religieux uni         | Gouvernement provisoire, Gourion I et II | 14 mai 1948       | 8 octobre 1951    |
| 2        |          | Yosef Burg                | Hapoel Hamizrahi            | Gourion III                              | 8 octobre 1951    | 24 décembre 1952  |
| 3        |          | Yosef Sapir (en)          | Sionistes généraux          | 4                                        | 24 décembre 1952  | 29 décembre 1952  |
| 4        |          | Yosef Serlin (en)         | Sionistes généraux          | 4, 5                                     | 29 décembre 1952  | 29 juin 1955      |
| 5        |          | Dov Yosef (en)            | Mapaï                       | 6                                        | 29 juin 1955      | 3 novembre 1955   |
| 6        |          | Israël Barzilai (en)      | Mapam                       | 7, 8, 9                                  | 3 novembre 1955   | 2 novembre 1961   |
| (6)      |          | Haim-Moshe Shapira        | Parti national religieux    | 10, 11, 12                               | 2 novembre 1961   | 12 janvier 1966   |
| (6)      |          | Israël Barzilai (en)      | Mapam                       | 13, 14                                   | 12 janvier 1966   | 15 décembre 1969  |
| 7        |          | Haim Gvati                | Alignement                  | 15                                       | 22 décembre 1969  | 27 juillet 1970   |
| 8        |          | Victor Shem-Tov (en)      | Alignement                  | 15, 16, 17                               | 27 juillet 1970   | 20 juin 1977      |
| 9        |          | Eliezer Shostak           | Likoud                      | 18, 19, 20                               | 20 juin 1977      | 13 septembre 1984 |
| 10       |          | Mordechai Gur (en)        | Alignement                  | 21                                       | 13 septembre 1984 | 20 octobre 1986   |
| 11       |          | Shoshana Arbeli-Almozlino | Alignement                  | 22                                       | 20 octobre 1986   | 22 décembre 1988  |
| 12       |          | Yaakov Tzur               | Alignement                  | 23                                       | 22 décembre 1988  | 15 mars 1990      |
| 13       |          | Ehud Olmert               | Likoud                      | 24                                       | 11 juin 1990      | 13 juillet 1992   |
| 14       |          | Haïm Ramon                | Travailliste                | 25                                       | 13 juillet 1992   | 8 février 1994    |
| 15       |          | Itzhak Rabin              | Travailliste                | 25                                       | 8 février 1994    | 1er juin 1994     |
| 16       |          | Efraim Sneh (en)          | Travailliste                | 25, 26                                   | 1er juin 1994     | 18 juin 1996      |
| 17       |          | Tzachi Hanegbi            | Likoud                      | 27                                       | 18 juin 1996      | 12 novembre 1996  |
| 18       |          | Yehoshua Matza (en)       | Likoud                      | 27                                       | 12 novembre 1996  | 6 juillet 1999    |
| 19       |          | Shlomo Benizri            | Shas                        | 28                                       | 6 juillet 1999    | 11 juillet 2000   |
| 20       |          | Roni Milo (en)            | Parti du centre (en)        | 28                                       | 10 août 2000      | 7 mars 2001       |
| 21       |          | Nissim Dahan (en)         | Shas                        | 29                                       | 7 mars 2001       | 23 mai 2002       |
| 22       |          | Ariel Sharon              | Likoud                      | 29                                       | 23 mai 2002       | 3 juin 2002       |
| (21)     |          | Nissim Dahan (en)         | Shas                        | 29                                       | 3 juin 2002       | 28 février 2003   |
| 23       |          | Dan Naveh (en)            | Likoud                      | Sharon II                                | 28 février 2003   | 14 janvier 2006   |
| 24       |          | Yaakov Edri               | Kadima                      | Sharon II                                | 18 janvier 2006   | 4 mai 2006        |
| 25       |          | Yaakov Ben Yezri          | Gil                         | Olmert                                   | 4 mai 2006        | 31 mars 2009      |
| 26       |          | Benyamin Netanyahou       | Likoud                      | Netanyahou II                            | 31 mars 2009      | 18 mars 2013      |
| 27       |          | Yael German               | Yesh Atid                   | Netanyahou III                           | 18 mars 2013      | 4 décembre 2014   |
| (26)     |          | Benyamin Netanyahou       | Likoud                      | Netanyahou IV                            | 14 mai 2015       | 27 août 2015      |
| 28       |          | Yaakov Litzman            | Judaïsme unifié de la Torah | Netanyahou IV                            | 27 août 2015      | 28 novembre 2017  |
| (26)     |          | Benyamin Netanyahou       | Likoud                      | Netanyahou IV                            | 28 novembre 2017  | 29 décembre 2019  |
| 28       |          | Yaakov Litzman            | Judaïsme unifié de la Torah | Netanyahou IV                            | 29 décembre 2019  | 17 mai 2020       |
| 29       |          | Yuli-Yoel Edelstein       | Likoud                      | Netanyahou V                             | 17 mai 2020       | 13 juin 2021      |
| 29       |          | Nitzan Horowitz           | Meretz                      | Bennett-Lapid                            | 13 juin 2021      | 29 décembre 2022  |
| 30       |          | Aryé Dery                 | Shas                        | Netanyahou VI                            | 29 décembre 2022  | 23 janvier 2023   |
| 31       |          | Yoav Ben-Tzur             | Shas                        | Netanyahou VI                            | 24 janvier 2023   | 19 avril 2023     |
| 32       |          | Moshe Arbel               | Shas                        | Netanyahou VI                            | 19 avril 2023     | 12 octobre 2023   |
| 33       |          | Uriel Buso                | Shas                        | Netanyahou VI                            | 12 octobre 2023   | En cours          |

## Liste des ministres délégués
| Ministre | Ministre | Ministre                     | Parti                       | Gouvernement   | Début                          | Fin                              |
| -------- | -------- | ---------------------------- | --------------------------- | -------------- | ------------------------------ | -------------------------------- |
| 1        |          | Yaakov Edri                  | Parti national religieux    | 10, 11, 12     | 2 novembre 1961                | 22 mars 1965                     |
| 2        |          | Shlomo-Yisrael Ben-Meir (en) | Parti national religieux    | 12             | 24 mars 1965                   | 12 janvier 1966                  |
| 3        |          | Abd el-Aziz el-Zoubi (en)    | Alignement                  | 15             | 24 mai 1971                    | 10 mars 1974                     |
| 4        |          | Shoshana Arbeli-Almozlino    | Alignement                  | 21             | 24 septembre 1984              | 20 octobre 1986                  |
| 5        |          | Eliezer Mizrahi (en)         | Poale Agoudat Israel        | 24             | 25 juin 1990                   | 13 juillet 1992                  |
| 6        |          | Nawaf Massalha (en)          | Travailliste                | 25, 26         | 4 août 1992                    | 18 juin 1996                     |
| 7        |          | Shlomo Benizri               | Shas                        | 27             | 13 août 1996                   | 6 juillet 1999                   |
| 8        |          | Yaakov Litzman               | Judaïsme unifié de la Torah | Netanyahou II  | 1er avril 2009                 | 18 mars 2013                     |
| 9        |          | Tzachi Hanegbi               | Likoud                      | Netanyahou III | 1er avril 2009                 | 18 mars 2013                     |
| (8)      |          | Yaakov Litzman               | Judaïsme unifié de la Torah | Netanyahou IV  | 19 mai 2015 et 10 janvier 2018 | 27 août 2015 et 29 décembre 2019 |
| 9        |          | Yoav Kisch                   | Likoud                      | Netanyahou V   | 25 mai 2020                    | 13 juin 2021                     |
| 10       |          | Moshe Arbel                  | Shas                        | Netanyahou VI  | 29 décembre 2022               | 23 janvier 2023                  |